# ГЕС Ель-Платанал
ГЕС Ель-Платанал — гідроелектростанція в Перу. Використовує ресурс із річки Cañete, яка дренує західний схил Анд та впадає до Тихого океану за 130 км на південний схід від Ліми.
Накопичення ресурсу для роботи проєкту організували у високогірному (4200 метрів НРМ) озері Paucarcocha, на виході з якого спорудили греблю висотою 28 метрів, яка дала змогу створити водосховище з об'ємом 70 млн м3. За сотню кілометрів нижче за течією Cañete перекрили насипною греблею Capillucas висотою 33 метри, яка утримує невелике балансуюче сховище з об'ємом 1,8 млн м3. Вона спрямовує ресурс до прокладеного через правобережний гірський масив дериваційного тунелю довжиною 12,5 км із діаметром 5 метрів.
Машинний зал спорудили у підземному виконанні, а доступ персоналу до нього здійснюється через тунель довжиною 0,8 км. Основне обладнання станції становлять дві турбіни типу Пелтон потужністю по 110 метрів, які працюють при напорі у 630 метрів. У 2015 році тут виробили 1172 млн кВт·год електроенергії.
Відпрацьована вода повертається до Cañete, на якій далі зведена регулююча насипна гребля висотою 13 метрів. Вона утримує водойму об'ємом 0,54 млн м3 та забезпечує природний режим течії у річці.
Видача продукції відбувається по ЛЕП, розрахованій на роботу під напругою 220 кВ.
Проєкт, введений в експлуатацію у 2010 році, реалізувала компанія Union Andina de Cementos.